# دهستان زارم‌رود
زارم‌رود، دهستانی است از توابع بخش هزارجریب شهرستان نکا در استان مازندران ایران.
این دهستان شامل روستاهای زیر است: خیرآباد، درویشان، چَلمردی، کُرداب، ملاخیل، پوروا، سَفل‌میان، شیرکلا، لایی‌ پاسند، کلارودبار، لایی‌رودبار، زیارت‌کلا، لایی ملاخیل، اَزرِگ، اِبچین، کَفکور، سوته‌خیل، محسن‌آباد، واودین، ولادیمه، سورک، ولامده، فریمک، آکرد، برما زارم‌رود، سیدخیل، چناربن‌زارم، زروم، نوده، زِنگت سفلی، زنگت علیا، لیمونده، درمزار، لترگاز سفلی، لترگاز علیا، وَرفام، حسین‌آباد، بادابسر، تجرخیل، بندبن

## جمعیت
براساس سرشماری سال ۱۳۸۵جمعیت آن ۸۸۸۸ نفر (۲۲۲۲ خانوار) بوده‌است.